# National Football League 1965
La stagione NFL 1965 fu la 46ª stagione sportiva della National Football League, la massima lega professionistica statunitense di football americano. La finale del campionato si disputò il 2 gennaio 1966 al Lambeau Field di Green Bay, in Wisconsin e vide la vittoria dei Green Bay Packers sui Cleveland Browns per 23 a 12. La stagione iniziò il 19 settembre 1965 e si concluse con il Pro Bowl 1966 che si tenne il 22 gennaio al Los Angeles Memorial Coliseum.

## Modifiche alle regole
- Venne deciso di istituire la figura del Line Judge che divenne il sesto arbitro presente sul terreno di gioco. Il suo compito principale è quello di stazionare nei pressi della linea di scrimmage, dal lato opposto rispetto al Head Linesman e di valutare se un passaggio in avanti sia stato effettuato correttamente da dietro la linea di scrimmage.

## Stagione regolare
La stagione regolare si svolse in 14 giornate, iniziò il 19 settembre e terminò il 14 dicembre 1965.

### Risultati della stagione regolare
- V = Vittorie, S = Sconfitte, P = Pareggi, PCT = Percentuale di vittorie, PF = Punti Fatti, PS = Punti Subiti
- Nota: nelle stagioni precedenti al 1972 i pareggi non venivano conteggiati nel calcolo della percentuale di vittorie.

| Eastern Conference    |    |    |   |     |     |     |
| Squadra               | V  | S  | P | PCT | PF  | PS  |
| Cleveland Browns      | 11 | 3  | 0 | 786 | 363 | 325 |
| Dallas Cowboys        | 7  | 7  | 0 | 500 | 325 | 280 |
| New York Giants       | 7  | 7  | 0 | 500 | 270 | 338 |
| Washington Redskins   | 6  | 8  | 0 | 429 | 257 | 301 |
| Philadelphia Eagles   | 5  | 9  | 0 | 357 | 363 | 359 |
| Saint Louis Cardinals | 5  | 9  | 0 | 357 | 296 | 309 |
| Pittsburgh Steelers   | 2  | 12 | 0 | 143 | 202 | 397 |

| Western Conference  |    |    |   |     |     |     |
| Squadra             | V  | S  | P | PCT | PF  | PS  |
| Green Bay Packers   | 10 | 3  | 1 | 769 | 316 | 224 |
| Baltimore Colts     | 10 | 3  | 1 | 769 | 389 | 284 |
| Chicago Bears       | 9  | 5  | 0 | 643 | 409 | 275 |
| San Francisco 49ers | 7  | 6  | 1 | 538 | 421 | 402 |
| Minnesota Vikings   | 7  | 7  | 0 | 500 | 383 | 403 |
| Detroit Lions       | 6  | 7  | 1 | 462 | 257 | 295 |
| Los Angeles Rams    | 4  | 10 | 0 | 286 | 269 | 328 |

Nota: Green Bay vinse la Western Conference dopo uno spareggio con Baltimore pur avendo già vinto entrambi gli scontri diretti nella stagione regolare in quanto al tempo non esistevano criteri per stabilire le posizioni in classifica di squadre con la stessa percentuale di vittorie. Lo spareggio, disputato al Lambeau Field il 26 dicembre 1965 si concluse con la vittoria dei Packers per 13 a 10.

## La finale
La finale del campionato si disputò il 2 gennaio 1966 al Lambeau Field di Green Bay e vide la vittoria dei Green Bay Pakers sui Cleveland Browns per 23 a 12.

## Vincitore
| Vincitori del campionato NFL 1965 Green Bay Packers 9º titolo |

## Premi individuali
| MVP della NFL        | Jim Brown, Running back, Cleveland |
| Allenatore dell'anno | George Halas, Chicago              |